# Ekotopfilm
Ekotopfilm CZ je mezinárodní festival dokumentárních filmů o udržitelném rozvoji konaný v Praze a dalších městech České republiky. 
Zaměřuje se na promítání dokumentárních filmů o rozvoji společnosti, odpovědné spotřebě, šetrných technologiích a životním prostředí. V červnu 2017 byl přejmenován na Mezinárodní filmový festival Příběhy Země. 
Druhý ročník tohoto mezinárodního festivalu se uskuteční 6.- 12. října 2017 v Městské knihovně v Praze a v kině Dlabačov. 

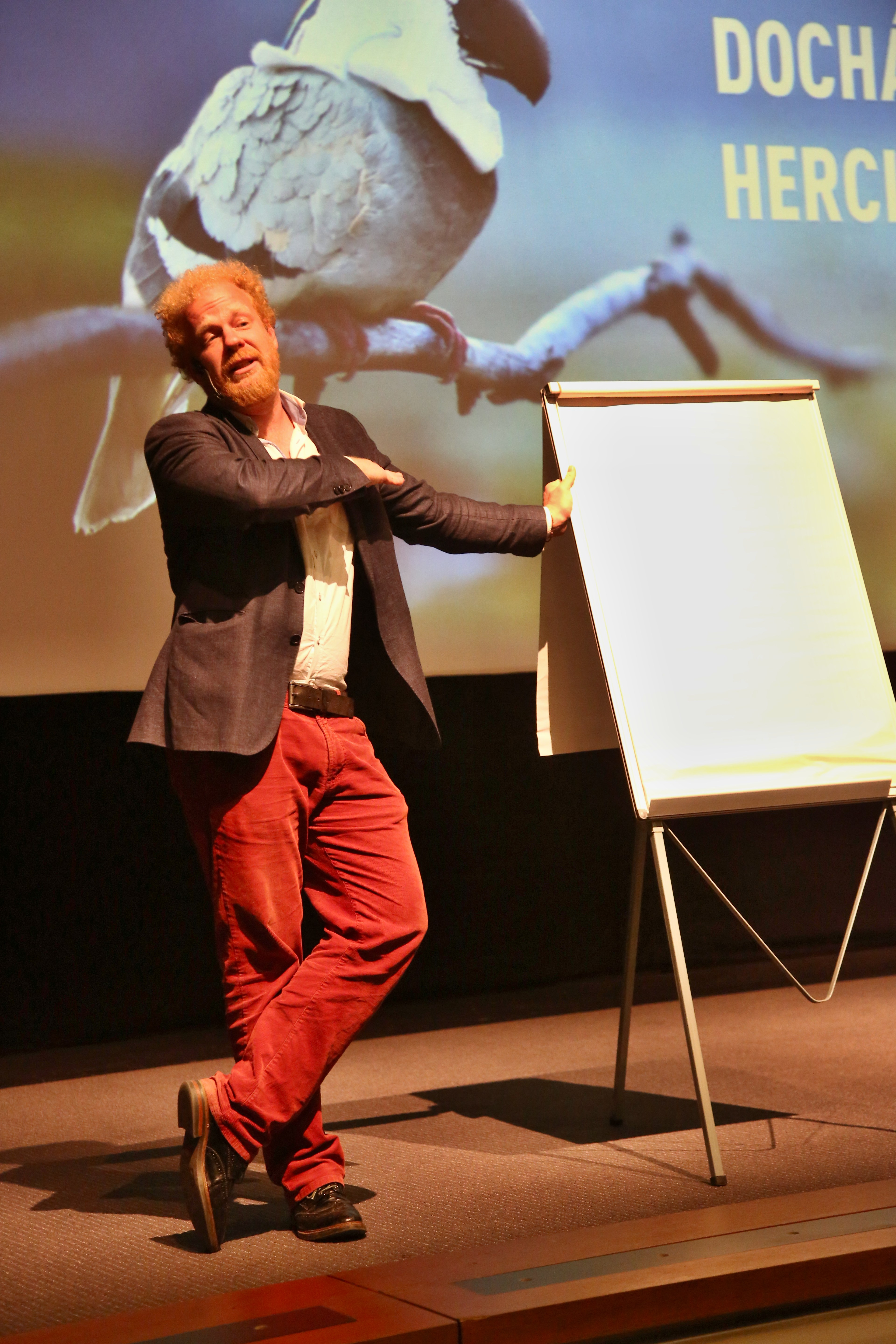
Doprovodný program s Tomášem Sedláčkem

## Popis festivalu
Soutěžní filmový festival se koná v říjnu Praze a od listopadu do května navštíví s výběrem oceněných filmů 50 měst v České republice. Jeho součástí je festival určený dětem ze základních a středních škol.
Ekotopfilm organizuje česká společnost Ekotopfilm s.r.o. spolupracující s partnerským festivalem na Slovensku. 

## Ekotopfilm CZ 2016
První ročník Ekotopfilmu v České republice se konal v 19. – 23. října 2016 v Praze. Doprovázela jej kampaň „Dochází nám herci“, která upozorňovala na ubývání ohrožených druhů zvířat na Zemi. Z více než 800 přihlášených filmů se do soutěže dostalo 81 filmů z 23 zemí světa. Předsedou poroty byl Steve Lichtag, režisér dokumentárních filmů o životním prostředí, který se zabývá ochranou podvodní flory a fauny. 
Významnou osobností 1. ročníku festivalu se stal ekonom Tomáš Sedláček, který získal Velkou poctu Ekotopfilmu.

## Oceněné filmy 2016
Ceny mezinárodní odborné poroty získaly v následujících kategoriích tyto filmy: 
- GRAND PRIX – Cena odborné poroty: Mikroporod (Velká Británie, režie Toni Harman)
- Kategorie A – Přírodovědné a přírodopisné: Yellowstone (Německo, režie Oliver Goetzl)
- Kategorie B – Věda a technika: Lidské tělo: mikroskopické safari (Francie, režie Pierre-Francois Gaudry)
- Kategorie C – Úspěšné příběhy, oblast technologie: Klimatická chyba (Slovensko, režie Štefan Vaľo)
- Kategorie D – Úspěšné příběhy, oblast lidské aktivity: Vaření z odpadu: tvoř jídlo, ne odpad (Rakousko, režie Misch Georg)
- Kategorie E – Investigativní publicistika: Akce Prirazlomnaya (Rusko, režie Oleg Yasakov)
- Kategorie F – Děti a mládež: Můj děda byl třešňový strom (Rusko, režie Olga Poliektova, Tatiana Poliektova)
- Kategorie G – Krátké filmy: Kapitán Soleiman (Írán, režie Sa’adat Aki Saeed Pour)